# Proceratophrys renalis
Proceratophrys renalis é uma espécie de anfíbio da família Odontophrynidae. Endêmica do Brasil, pode ser encontrada do Ceará e Paraíba ao sul através de Pernambuco, Alagoas, Sergipe e leste da Bahia até o norte-central de Minas Gerais.
Considerado como sinônimo de Proceratophrys boiei desde 1966, foi restaurado a espécie distinta em 2008.